# خافيير كليموفيتش
خافيير كليموفيتش (بالإسبانية: Javier Hernán Klimowicz Laganá) (10 مارس 1977 الأرجنتين - ) هو لاعب كرة قدم أرجنتيني، يلعب كحارس مرمى، شارك في كأس ليبرتادوريس.

## مسيرته الكروية
لعب خافيير كليموفيتش خلال مسيرته الاحترافية مع 4 أندية في تسعة عشر موسمًا ولم يسجل خلالها أي هدف ضمن 228 مباراة. ولم يفز بأي موسم بالكأس وفاز في أربعة مواسم بالدوري.
خاض خافيير كليموفيتش مسيرته مع نادي انيستتوتو في موسم 1998–99 ليلعب معه أربعة مواسم، مشاركًا في 3 مباريات ولم يسجل أي هدف. ثم انتقل إلى نادي بلومينغ في عامي 2002-2004 ولمدة موسمين، حيث شارك في 31 مباراة ولم يسجل أي هدف أيضًا. لينتقل بعدها إلى ديبورتيفو كوينكا في موسم 2004 ليلعب معه خمسة مواسم، مشاركًا في 155 مباراة ولم يسجل أي هدف أيضًا. ثم انتقل إلى نادي إيميلك في موسم 2009 ليلعب معه ثمانية مواسم، مشاركًا في 39 مباراة ولم يسجل أي هدف أيضًا.

## روابط خارجية
- خافيير كليموفيتش على موقع الاتحاد الدولي (مؤرشف)  (الإنجليزية)
- خافيير كليموفيتش على موقع إي إس بي إن إف سي (الإنجليزية)
- خافيير كليموفيتش على موقع قاعدة بيانات كرة القدم.إي يو (الإنجليزية)
- خافيير كليموفيتش على موقع ناشيونال فوتبول تيمز (الإنجليزية)
- خافيير كليموفيتش على موقع Soccerway.com (الإنجليزية)
- خافيير كليموفيتش على موقع عالم كرة القدم.نت (الإنجليزية)
- خافيير كليموفيتش على موقع AS.com (الإسبانية)